# Chytonix griseorufa
Chytonix griseorufa là một loài bướm đêm trong họ Noctuidae.